# Xanthorhoe simplicata
Xanthorhoe simplicata là một loài bướm đêm trong họ Geometridae.